# Gaetano Orsolini
Gaetano Orsolini (Montegiorgio, 7 marzo 1884 – Torino, 27 luglio 1954) è stato uno scultore, incisore e medaglista italiano.

## Biografia
Nato da una famiglia di intagliatori, fin da piccolo dimostrò uno spiccato talento eseguendo lavori di fantasia che gli fecero guadagnare crediti e una borsa di studio. Dopo un periodo trascorso a Firenze fu allievo e collaboratore a Torino di Edoardo Rubino, docente all'Accademia Albertina di Torino. Partecipò a numerosi concorsi per medaglie e monumenti in ricordo della grande guerra. Artista classico dotato di una notevole forza espressiva che esprimeva al meglio nelle raffigurazioni dell'armonia e della forza muscolare del corpo umano. Le sue opere, principalmente monumenti dedicati ai caduti sono eretti in varie città italiane. Molte sculture, bozzetti, gessi e opere minori sono conservate in collezioni private.

## Opere
Fu autore di monumenti ai caduti a Cuorgnè (1922), Intra (1925), Tenda (1926), Portogruaro (1928), Alessandria (1937), Ascoli Piceno e Montegiorgio.